# الکتروپیوتر
الکتروپیوتر (انگلیسی: Electroputere) شرکت مهندسی رومانیایی است، که در سال ۱۹۴۹ تأسیس شد.